# He (litera)

Fenickie he

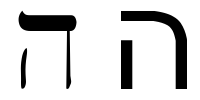
Hebrajskie he w kroju pisma: nowoczesnym bezszeryfowym i tradycyjnym

He (ה, ه‍) – piąta litera alfabetów semickich, m.in. fenickiego, aramejskiego, syryjskiego (heh), arabskiego (hāʾ), hebrajskiego (hej).
W hebrajskim ma wartości numeryczną 5. Jako spółgłoska litera odpowiada słabemu dźwiękowi [h]. Pisana na końcu wyrazu najczęściej oznacza końcowe [a] lub [e] (jak np. w wyrazie דירה (trb. dira – mieszkanie). W wymowie jest niema lub wymawiana słabo, podobnie do angielskiego [h] w wyrazie have. W transkrypcji hebrajskiego literą „h” oznacza się słaby dźwięk ה, a dwuznakiem „ch” lub „kh” mocne, gardłowe כ lub ח.